# Craig Revel Horwood
Craig Revel Horwood (ur. 4 stycznia 1965 w Ballarat w stanie Wiktoria) – australijski tancerz i choreograf, reżyser teatralny.

## Życiorys

### Kariera
Rozpoczął karierę w branży tanecznej w Melbourne. Jako siedemnastolatek zarabiał pieniądze jako drag queen.
W 1989 przeprowadził się do Londynu. 20 sierpnia 2011 uzyskał brytyjskie obywatelstwo. 
Od 2004 jest jurorem w programie BBC Strictly Come Dancing. W latach 2005–2007 zasiadał w jury programu Comic Relief Does Fame Academy.
W 2008 wydał autobiografię pt. „All Balls and Glitter: My Life”.

### Życie prywatne
Jest otwartym biseksualistą. Był żonaty z Jane, która porzuciła go dla innego mężczyzny. Później był w pięcioletnim związku z farmaceutą, Grantem MacPhersonem, który zakończył się w 2011. W latach 2013–2016 był związany z lalkarzem Damonem Scottem. Jak wyznał w swojej autobiografii, był również w związku z niewymienionym z imienia i nazwiska celebrytką, a ich relacja była bliska prostytucji